# Omnibus (filme)
Omnibus é um filme de drama em curta-metragem francês de 1992 dirigido e escrito por Sam Karmann. Venceu o Oscar de melhor curta-metragem em live action na edição de 1992.

## Elenco
- Daniel Rialet
- Jacques Martial
- Christian Rauth
- Jean-Chrétien Sibertin-Blanc
- Brigitte Auber